# Benin vid världsmästerskapen i friidrott 2022
Benin tävlade vid världsmästerskapen i friidrott 2022 i Eugene i USA mellan den 15 och 24 juli 2022. Benin hade en trupp på två idrottare.

## Resultat

### Damer
Gång- och löpgrenar
| Idrottare     | Gren      | Försöksheat | Försöksheat | Semifinal | Semifinal | Final            | Final            |
| Idrottare     | Gren      | Resultat    | Placering   | Resultat  | Placering | Resultat         | Placering        |
| ------------- | --------- | ----------- | ----------- | --------- | --------- | ---------------- | ---------------- |
| Noélie Yarigo | 800 meter | 2.01,58     | 19 0Q0      | 2.01,52   | 22        | Gick inte vidare | Gick inte vidare |

Mångkamp – Sjukamp
| Idrottare         | Gren     | 100 m häck | Höjd  | Kula  | 200 m | Längd | Spjut | 800 m | Totalt | Placering |
| ----------------- | -------- | ---------- | ----- | ----- | ----- | ----- | ----- | ----- | ------ | --------- |
| Odile Ahouanwanou | Resultat | 0DNS0      | 0DNS0 | 0DNS0 | 0DNS0 | 0DNS0 | 0DNS0 | 0DNS0 | 0DNS0  | 0DNS0     |
| Odile Ahouanwanou | Poäng    | 0DNS0      | 0DNS0 | 0DNS0 | 0DNS0 | 0DNS0 | 0DNS0 | 0DNS0 | 0DNS0  | 0DNS0     |